# Céréales killer
Céréales killer est le 175e et dernier roman de la série « San-Antonio », écrit par Frédéric Dard sous le nom de plume de San-Antonio, publié en 2001  (ISBN 2265071846). Le titre a pour sous-titre « Roman agricole ».
Le roman évoque les aventures d'Antoine (« Toinet »), fils du commissaire San-Antonio, qui se retrouve principal suspect du meurtre de Mélanie Godemiche. Le récit se déroule en novembre, au début des années 2000, dans la Beauce (Chartres et divers villages) et accessoirement à Rome.

## Titre du roman
Le titre du roman se réfère humoristiquement à l'expression « serial killer » ; elle est prononcée par Bérurier au chapitre 8 :
« C'est à bord du 4X4 nippon-ni mauvais de Nicolas que nous nous rendons au château de la Vieille-Nave, la limousine du Gravos ayant refusé de démarrer pour cause de froidure.

— Tu voyes, me dit Béru en s'étirant sur le siège passager, les deux victimesses sont des filles de la campagne. À mon avis, on a z-affaire à un céréales killer. » (chapitre 8).

## Personnages principaux
- Victimes
  - Mélanie Godemiche : 20 ans, héritière de la ferme du Pinson-Tournan, son père Léonard Godemiche est mort ainsi que sa mère.
  - Suzie Morrand : femme de chambre de Mathilde Godemiche.
  - Albert Collot (« Al Collot ») : médecin de famille.
  - Juliette Blondeau : 19 ans, fille de Martha et Anatole Blondeau, couple d'agriculteurs.

- Policiers
  - Commissaire San-Antonio : héros du roman, commissaire de police.
  - Alexandre-Benoît Bérurier : inspecteur de police.
  - Antoine San-Antonio (« Toinet ») : fils adoptif du commissaire.
  - Bernard Roykeau : commissaire de police à Chartres.
  - Franco Deport : brigadier de police à Chartres.

- Suspects
  - Jacquemart-André Godemiche : propriétaire foncier, veuf, père de Nicolas Godemiche, frère de Léonard Godemiche (décédé), oncle de Mélanie.
  - Nicolas Godemiche : environ 25 ans, fils de Jacquemart-André Godemiche, cousin de Mélanie Godemiche.
  - Mathilde Godemiche : 40 ans, propriétaire foncier, belle-mère de Mélanie (veuve du père de la jeune femme).
  - Anatole Blondeau : agriculteur, mari de Martha Blondeau.
  - Martha Blondeau : agricultrice, épouse d'Anatole Blondeau.

- Autres personnages
  - Annick Hatouva : juge d'instruction chargée de l'enquête criminelle.
  - Aimé Blondeau : 45 ans, contremaître chez Mathilde Godemiche.
  - Martial Blondeau : 20 ans, ouvrier chez Mathilde Godemiche, un peu simplet.
  - Léonard Godemiche : mari décédé de Mathilde Godemiche (cité seulement).
  - Gabin Desbois : hôtelier à Nogent-le-Rotrou.
  - Lydia : meilleure amie de Juliette Blondeau.

- Personnages rencontrés par San-Antonio en Italie
  - Carmela
  - Paco
  - Chico
  - Carlos
  - Diego (enfant)

## Résumé
Le roman comprend quatre parties de tailles différentes (« Mélanie », « Suzie », « Juliette », « Le Piège »), précédées d'un court chapitre introductif qui s'avère être aussi le dernier chapitre du roman.
- Chapitre introductif (et dernier chapitre du roman)

En pleine nuit et secrètement, Anatole Blondeau enterre un cadavre.
- « Mélanie »

Chapitres 1 à 6.
Antoine San-Antonio, le fils adoptif du commissaire San-Antonio, vient de terminer major de l'école de police et va bientôt exercer son métier avec le grade de lieutenant de police.
Mais il est obligé d'avouer à son père que, la veille, il a participé à une rave party organisée par Mélanie Godemiche, une riche héritière. Durant la nuit, la jeune femme a été assassinée dans des circonstances atroces : le tueur lui a ouvert le ventre, a prélevé ses ovaires et son utérus, et a lacéré ses seins. Le jeune Antoine a découvert le cadavre et, horrifié, a quitté les lieux tout en oubliant une casquette marquée à son nom. La casquette a été découverte par la police au petit matin. Ainsi il se retrouve comme étant le principal suspect du meurtre de Mélanie.
Le commissaire San-Antonio décide se rendre près de Chartres afin de mener l'enquête et d'innocenter son fils. Il commence par rencontrer Bernard Roykeau, le commissaire de police local, qui lui accorde « un certain temps » pour procéder à son enquête personnelle.
San-Antonio commence son enquête par auditionner Mathilde Godemiche, 40 ans, la belle-mère de Mélanie. Elle est veuve depuis trois ans de son époux Léonard Godemiche, père de Mélanie. Léonard avait été tué lors d'une partie de chasse par une balle perdue, tirée par on ne sait qui. Puis le commissaire rencontre Martial Morrand, environ 20 ans, ouvrier chez Mathilde Godemiche. Le jeune homme est un peu « simplet » mais évoque la participation à la rave-party d'un type ayant un drôle de chapeau. Puis le commissaire auditionne Aimé Morrand, environ 45 ans, le contremaître de Mathilde.
Nicolas, le cousin de Mélanie, arrive alors. Une altercation a lieu entre le commissaire et lui, à la suite de laquelle Nicolas doit être soigné par un médecin. Le père de Nicolas, Jacquemart-André Godemiche, arrive alors et a un entretien avec le commissaire. San-Antonio interroge Nicolas qui a été soigné. Le jeune homme lui confirme que Mélanie avait une longue discussion téléphonique avec un homme de type Amérique-du-sud, prénommé Pablo ou Paco, mais qui parlait en italien. San-Antonio se renseigne : un seul appel a été reçu à la ferme du Pinson-Tournan le soir de la rave-party : cela venait d'Italie, plus précisément d'un restaurant situé à Rome. San-Antonio se dit qu'il tient le début d'une piste.
Le lendemain, San-Antonio prend l’avion pour l'Italie. Il se rend à Rome au restaurant d'où a été passé l'appel téléphonique. Il y rencontre l'enfant Diego, à qui il sauve la vie, ainsi que ses proches parents, Carmela et Paco, et les hommes de main de Paco : Chico et Carlos. Il se fait piéger et « gardé au frais » mais, ayant sauvé le petit Diego, il n'est pas exécuté. Il apprend même de la part de Paco que ce dernier était en lien avec Mélanie Godemiche pour une transaction liée à de la drogue consommée durant la rave-party. Paco dément être à l'origine de la mort de sa cliente : il ne tue pas ses clients qui paient cher sa drogue ! San-Antonio découvre que son fils adoptif est lui-aussi venu à Rome et qu'il s'est fait, lui-aussi, prendre par Paco. San-Antonio est ramené à l'aéroport pour repartir à Paris. Durant le trajet il met KO ses deux gardiens et s'empare de la voiture. Il retourne à l’endroit où est gardé Toinet. Il renverse et tue Paco puis libère Toinet. Le père et le fils retournent à Paris par avion.
Retournés à Chartres, Toinet et San-Antonio sont reçus par la juge d'instruction Annick Hatouva. Elle refuse de tenir compte des découvertes faites par San-Antonio à Rome. Elle met en examen Toinet et décide de le placer en détention provisoire à la maison d'arrêt de Chartres. San-Antonio et Roykeau rencontrent Nicolas Godemiche. Après avoir tenté d'éluder les questions des policiers, il reconnaît que de la drogue circulait lors de la rave-party et qu'il avait dérobé 500 000 francs du coffre-fort de son père pour les remettre à sa cousine Mélanie. Son père avait décidé de ne pas porter plainte pour le prétendu « cambriolage » du coffre-fort. Quand San-Antonio et Roykeau envisagent de procéder à une perquisition du coffre-fort, Nicolas perd les pédales. Après avoir ouvert le coffre-fort, il s'empare d'un revolver 357 magnum ainsi qu'une grosse enveloppe, tire sur Roykeau (le blessant à la main) et s'enfuit en véhicule 4X4 après avoir refermé le coffre.
San-Antonio décide alors de faire appel à son vieux copain et collègue : Alexandre-Benoît Bérurier. Ce dernier a trouvé une nouvelle occupation : professeur de « cours d'expression corporelle ». Concrètement, il apprend à des comédiens à péter. San-Antonio lui résume l'affaire.
- « Suzie »

Chapitres 7 et 8.
Les événements s'enchaînent. On apprend que Toinet s'est échappé : alors qu'il était transporté à la maison d'arrêt, il a simulé un accident corporel et s'est échappé à l'hôpital. Il s'est rendu à la gare de Chartres et a simulé un départ vers Paris. Par ailleurs, on a découvert une nouvelle victime. Comme Mélanie, la jeune femme a eu le ventre ouvert, le tueur lui a prélevé ses ovaires et son utérus, et a lacéré ses seins. San-Antonio va voir la morte à la morgue : il s'agit de Suzie Morrand, la jeune femme de chambre de Mathilde Godemiche. Le cadavre a été découvert par un médecin, Albert Collot (« Al Collot »). San-Antonio décide d'aller l'interroger. Arrivé au domicile du médecin, le commissaire le découvre assassiné : le tueur lui a fracassé le crâne avec une hache. Le commissaire suppose que le médecin a été tué par le meurtrier de Suzie et de Mélanie, qui a craint d'être dénoncé par le médecin.
San-Antonio décide d'aller interroger Mathilde et voir ce qu'elle pourrait lui confier sur Suzie. Récupérant Bérurier, les deux hommes se rendent chez Mathilde. Or la maison a été cambriolée et fouillée de fond en comble. San-Antonio découvre un objet que cherchait sans doute le cambrioleur et qu'il n'a pas trouvé : une photographie montrant Nicolas Godemiche et sa tante Mathilde en train d'avoir une relation sexuelle « en levrette ». San-Antonio suppose que la photo avait été prise par Mélanie et qu'elle faisait chanter son cousin, obtenant notamment de lui le don des 500 000 francs du coffre-fort. Il en découle que Nicolas devient le suspect numéro 1 de l’enquête. Arrive alors Mathilde. Interrogée par San-Antonio qui lui montre la photo, elle affirme la découvrir et confirme qu'elle a eu, un temps, des relations sexuelles avec Nicolas. Mais elle soupçonne Nicolas d'avoir tué son mari et les relations se sont arrêtées là. San-Antonio visite la maison et y fait deux découvertes : d'une part, un lot de haches (dont une manque du lot), d'autre part le véhicule 4X4 avec lequel Nicolas s'était enfui est caché dans une grange, sous des hottes de paille.
San-Antonio interroge le contremaître Aimé, qui avoue que c'est son fils retardé mental (Martial) qui avait tué par mégarde Léonard Godemiche trois ans auparavant. Il a aidé Nicolas à cacher le véhicule 4X4 et lui a prêté son propre véhicule, une Renault Clio blanche. Enfin Aimé lui révèle ce qu'il y avait dans l’enveloppe emportée par Nicolas lorsqu'il s'est enfui : sa correspondance intime avec Mélanie.
San-Antonio et Bérurier se rendent chez Jacquemart-André Godemiche : sait-il où se trouve son fils Nicolas ? L'homme répond qu'il revient d'un petit voyage. Il ignore tout des deux derniers meurtres et de la résidence de Nicolas.
On apprend alors que Mélanie avait trois spermes dans son vagin, d'où trois rapports sexuels peu avant sa mort. L'un des trois spermes était celui de Nicolas.
- « Juliette »

Chapitres 9 et 10 .
Le récit change de ton et n'est plus raconté par San-Antonio. On suit Juliette Blondeau, 19 ans, qui est au cinéma. Un de ses amis vient la voir et requiert son aide. Il s'agit de Nicolas, qui lui demande de l'héberger quelques jours. Elle accepte et lui trouve un endroit où dormir dans la ferme de ses parents située dans un village près de Nogent-le-Rotrou. Le soir, en cachette, elle lui apporte un repas. C'est alors qu'un homme s'approche d'elle et lui ouvre le ventre avec un couteau. Il procède à l'ablation des ovaires et de l'utérus, et lacère les seins.
La Clio blanche d'Aimé, empruntée par Nicolas, est retrouvée à Nogent-le-Rotrou.
Plusieurs indices donnent à penser que Toinet, le fils du commissaire, est resté dans la région. Ces indices permettraient à la juge d'instruction de penser aussi qu'il est le meurtrier de Suzie, du médecin et de Juliette. San-Antonio rencontre son fils et a une longue discussion avec lui. Il lui annonce qu'il va monter un piège avec l’aide des époux Blondeaux. En revanche Toinet sera mis hors du coup pour être protégé.
- « Le Piège »

Chapitre 11.
Devant la juge Annick Hatouva, Nicolas Godemiche est mis en examen. Il reconnaît les meurtres de Mélanie, de Suzie, du médecin, de Juliette. San-Antonio, qui assiste à l'interrogatoire, est stupéfait de voir Nicolas avouer le tout si facilement. Y-a-t-il un piège ? Nicolas va-t-il sortir un alibi inattaquable ? Quoi qu'il en soit, le commissaire a mis en place un piège. Après le départ de Nicolas pour la maison d'arrêt, San-Antonio a une relation sexuelle avec la magistrate. Mais il se pose une question : le tueur ne serait-il pas son fils Toinet, en fin de compte ?
San-Antonio retourne au domicile de Jacquemart-André Godemiche. L'homme n'est pas là. Le commissaire pénètre dans les lieux et, se souvenant du code du coffre-fort, ouvre ce dernier. À l'intérieur se trouve le dossier médical de l'épouse (avant son décès) de Jacquemart-André Godemiche. La femme était morte d'un cancer de l'appareil génital féminin. On avait dû procéder à l'ablation de l'utérus et du vagin. Cette donnée change les choses et Jacquemart-André devient le suspect numéro 1. San-Antonio se rend précipitamment près de Nogent-le-Rotrou chez les Blondeau. Jacquemart-André est déjà là, avec un fusil. Il appelle Anatole Blondeau. Deux fenêtres s'ouvrent. Celle où devrait se trouver Anatole montre le visage de Bérurier : les deux hommes ont échangé leur chambre. Le temps qu'il change de direction de visée, Jacquemart-André manque son coup. Il s'enfuit dans la campagne. Pourchassé par Blondeau, Bérurier et San-Antonio, Jacquemart-André reconnaît les quatre meurtres et avoue sa haine pour son fils qui, pendant que Mme Godemiche mourrait à petit feu de son cancer, « baisait sa tante ». Jacquemart-André a tenté de le faire accuser des meurtres. Une ultime confrontation a lieu. Blondeau transperce le torse de Jacquemart-André d'un coup de fourche. Les trois policiers s'entendent pour étouffer l'affaire. On ne dira rien à personne de ce qui s'est passé ce soir. Les documents retrouvés chez Jacquemart-André permettront à la juge d'instruction de faire bénéficier Toinet d'un non lieu. Personne ne saura que Jacquemart-André est mort d'un coup de fourche. Ainsi se comprend le premier chapitre du roman qui était aussi le dernier : en pleine nuit et secrètement, Anatole Blondeau enterre le cadavre de Jacquemart-André Godemiche.

## Autour du roman
- Dans cette aventure, San-Antonio conduit une Audi S3 ; pour sa part Bérurier conduit une DS 21.
- Les proches de San-Antonio sont cités dans le roman : Marie-Marie, Berthe, Félicie, Adèle.
- L'intitulé de la ferme du « Pinson-Tournan » peut évoquer la saint-Vincent tournante.

## Quelques citations
- « Une lune gibbeuse et froide comme un clitoris de Lapone darde des rayons blêmes sur le magnifique ensemble de la ferme du Pinson-Tournan. » (chapitre 8[2]).
- « Félicie se trouvait toujours au chevet de la cousine Adèle dont la tentative de suicide oléagineux nécessitait un suivi psychologique, le remplacement de la moquette et une surveillance de chaque instant pour parer à toute récidive qui aurait conduit la maison Lesieur à la rupture de stock. » (chapitre 11[3]).